# Münze von Messina
Die Münze (Zecca) in Messina prägte königliche Münzen bis 1678.

## Geschichte
Die ersten bekannten Münzen Messinas sind die Denare (lateinisch: denarius):
- Denaro: Die Hauptsilbermünze Roms seit 211 v. Chr.

Anfang des 10. Jahrhunderts wurden in Messina die Tarì geprägt:
- Tarì: Der Name ist ursprünglich arabisch und zeigt eine Goldmünze der zecca in Messina an. Um 1500 gab es sie auch als Silbermünze. Tarì wurde noch bis weit in das 19. Jahrhundert geprägt.

Während der Regierungszeit der Normannen wurden Goldmünzen, aber auch Kupfermünzen geprägt.
Unter Heinrich VI. aus der Dynastie der Staufer wurde die Kupfermünze abgeschafft, so dass nur noch Goldmünzen geprägt wurden. Das Königreich Sizilien war verwaltungstechnisch geteilt. Eine Verwaltung regierte Sizilien und Teile Kalabriens, die andere Verwaltung Kalabrien bis in den Norden.
Unter Friedrich II. gab es Münzstätten auf Amalfi, die nur Goldmünzen prägten, und die in Brindisi, die Gold, aber auch eine Metalllegierung benutzte.
Auf Sizilien gab es die zecca von Messina, wie die von Brindisi, die Goldmünzen prägte.
Es wurde auch in Palermo geprägt, aber nur in den ersten Jahren unter der Herrschaft Friedrich II. Die erste Münze war die, die den Namen des Regenten trug: Heinrich IV. und Sohn Friedrich I., der 1169 zum römisch-deutschen König erwählt worden ist.
Die Münzprägung Friedrich II. in Messina kann in drei Perioden unterteilt werden:
- Tarì (1197–1208): Münzen, die in der Kindheit Friedrichs geprägt worden sind; Goldmünzen, die auf der Vorderseite einen zweiköpfigen stilisierten Adler oder einen stilisierten Adler, der nach linksgewendet ist, zeigen (→ Reichsadler). Auf der Rückseite ist ein Kreuz zu sehen.
- Tarì (1209–1220): Münzen, die Friedrich II. selbst prägen ließ; Münzen, die einen gekrönten Adler zeigen, der nach linksgewendet oder rechtsgewendet ist.
- Augustale (1221–1250): Goldmünzen, mit der Bezeichnung F. IMPERATOR (Abkürzung des Herrschernamens und kaiserlicher Titel) und gekröntem Adler, dessen Kopf nach links oder rechts gewendet ist. Insbesondere ist dabei die Augustale des Friedrich II. zu nennen: Die Augustale sollte das Bildnis des römisch-deutschen Kaisers wiedergeben, bei welchem das Symbol des Imperators dem des Augustus gleicht; Werk eines jüdischen Goldschmiedes Gaudio in Messina. Dort steht folgende Inschrift: IMP (erator) ROM (anorum) CAESAR AUG (ustus). Auf der Rückseite ist ein Adler (Symbol der römischen und staufischen Herrscher) und der Schriftzug FRIDERICUS zu sehen.

Unter Peter III. (1282–1285) wurde zum ersten Mal ein  Piereale geprägt:
- Piereale: Diese Münze wird auch pereale, pirreale oder reale di Pietro genannt. Der Name setzt sich aus den Bestandteilen Piero (italienisch für Peter) und reale (italienisch für königlich) zusammen. Piereali wurden in Messina seit der Herrschaft des Hauses Aragon bis zu Martin II. geprägt. Es gab Pereale sowohl aus Gold wie auch aus Silber.

## Material und Bilder

### Gold

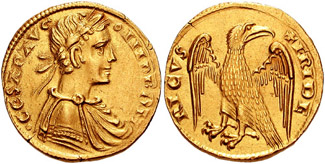
Augustale (ca. 1231), Friedrich II. (röm.-dt. Kaiser), Münze von Messina
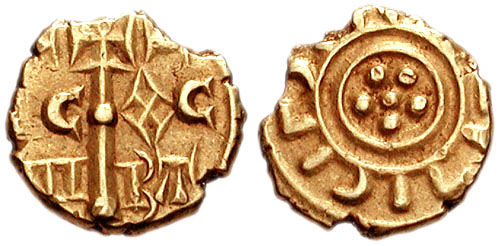
Tarì (ca. 1231–1250), Friedrich II. (röm.-dt. Kaiser), Münze von Messina

### Silber

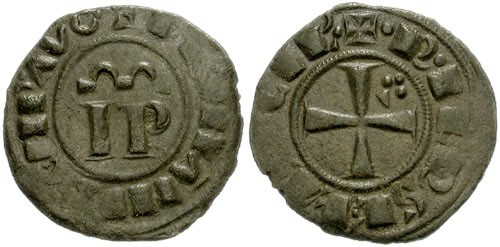
Denar (ca. 1220–1245), Friedrich II. (röm.-dt. Kaiser), Münze von Messina
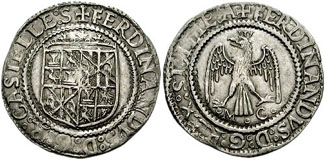
Tarì (ca. 1479–1516), Ferdinand II. (der Katholik), Münze von Messina

### Andere

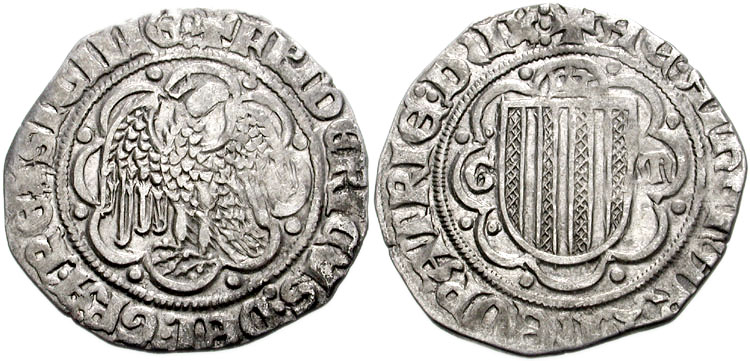
Pierreale (ca. 1355–1377), Friedrich III. (der Einfältige), Münze von Messina